# Якобс, Йозеф
Йо́зеф Ка́рл Пи́тер Я́кобс (нем. Josef Carl Peter Jacobs; 15 мая 1894 — 29 июля 1978) — германский лётчик-истребитель, один из лучших асов Первой мировой войны с 48-ю сбитыми самолётами противника, занимающий 4-е место среди германских асов Первой мировой войны по количеству сбитых самолётов противника.

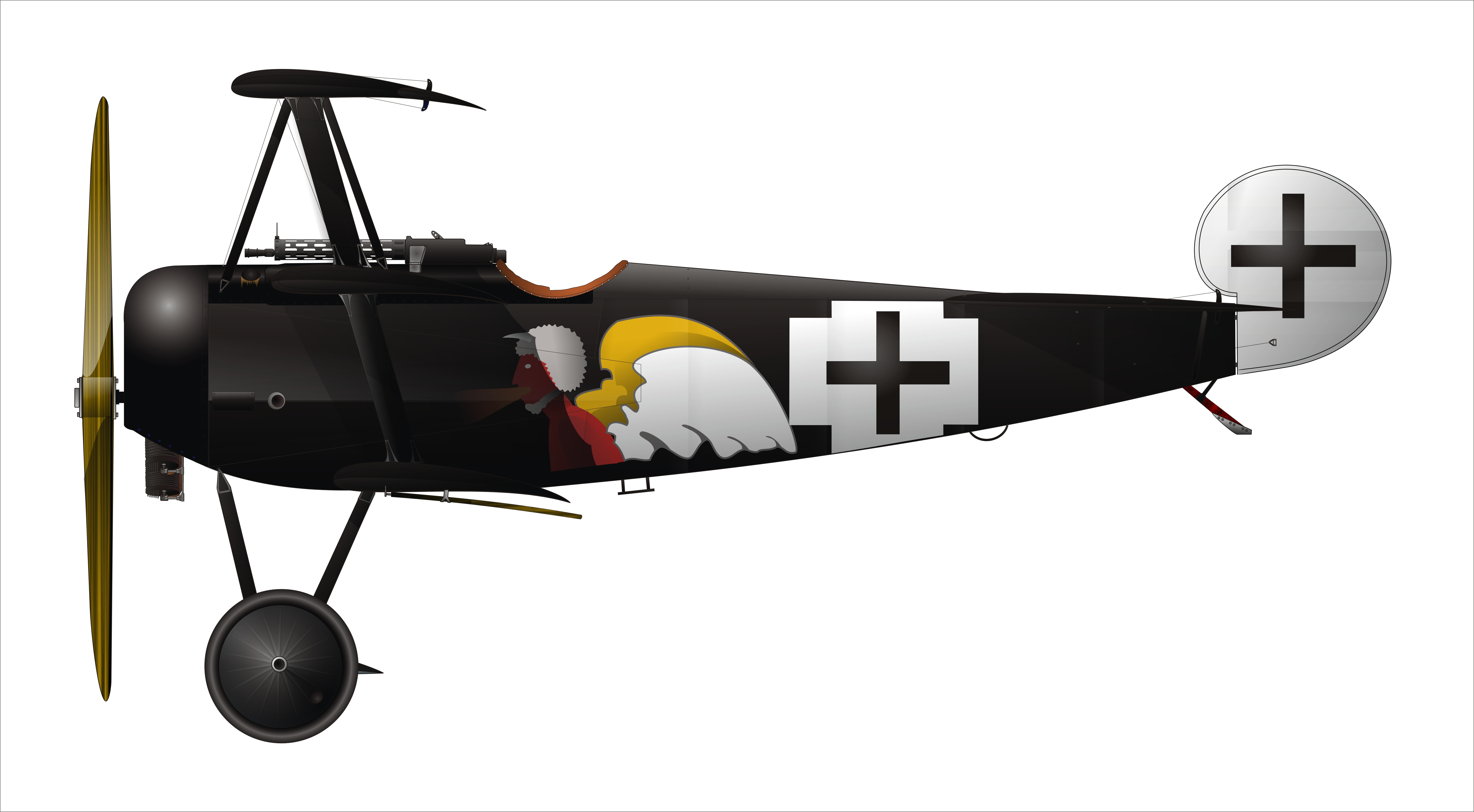
Fokker Dr.I Triplane 450/17 лейтенанта Джозефа Якобса

## Биография
Йозеф Якобс родился в семье Вильгельма Якобса и Жозефины Кюпперс. В авиацию пришёл в 1912 году, когда учился в школе в Бонне, наблюдая полеты аэропланов в соседней лётной школе. Азам летного мастерства Якобса обучал Бруно Вертгнерс. В 1913 году Йозеф начал обучение в Машиностроительном училище, прекратив занятия в школе летчиков. С началом войны Якобс добровольно вступил в армию для дальнейшего обучения в Дармштадте, обучался вместе с Германом Фрике, впоследствии ставшего также кавалером ордена «Pour le Mérite».
Свою первую победу одержал в марте 1916 года. В период с октября по ноябрь 1916 года летал в Jagdstaffel 12, с ноября 1916 года по август 1917 года летел в Jagdstaffel 22, с августа 1917 года до конца войны командовал Jagdstaffel 7.
Лейтенант Йозеф Якобс стал самым успешным пилотом самолета Fokker Dr.I Triplane 450/17, одержавшего на нём более 30-ти побед. На этом аэроплане пролетал с 1918 года до конца войны. В сентябре 1917 года Йозеф Якобс одержал победу над одним из французских асов Д. Маттоном, сбившего девять немецких самолетов. В воздушных боях два раза столкнулся в воздухе со своими аэропланами, сумел выжить. 18 июля 1918 года награждён орденом «Pour le Merite». До конца войны одержал 48 подтвержденных побед.
После войны участвовал в автомобильных гонках. В 1922 году стал победителем гонки на АФУС в Берлине. В 30-х годах основал ряд фирм: «Reparaturwerk Erfurt Josef Jacobs» в Эрфурте, «Reparaturwerk Erfurt G.m.b.H.». В октябре 1940 года работал директором на вагоностроительном заводе. Герман Геринг пригласил отставного майора Якобса в Люфтваффе, но получил отказ. Якобс не разделял идеи национал-социализма и переселился в Нидерланды.
Йозеф Карл Якобс вернулся после Второй мировой войны в Германию. Умер 29 июля 1978 года, последние годы своей жизни проживая на социальную помощь в Мюнхене. Похоронен со всеми воинскими почестями на кладбище Перлахер.
Якобс был последним из живущих кавалеров ордена «Pour le Mérite» немецкой Fliegertruppe Первой мировой войны.

## Награды
- Железный крест (1914) 2-го и 1-го класса (Королевство Пруссия)
- Королевский орден Дома Гогенцоллернов рыцарский крест с мечами (август 1917) (Королевство Пруссия)
- Орден «Pour le Mérite» (18 июля 1918) (Королевство Пруссия)
- Знак военного лётчика (Королевство Пруссия)